# Paul Rigot
Paul Rigot (Le Mans, 10 de fevereiro de 1995) é um basquetebolista profissional francês que atualmente defende o AS Mônaco na Liga Francesa e Liga dos Campeões.